# Cella Dati
Cella Dati – miejscowość i gmina we Włoszech, w regionie Lombardia, w prowincji Cremona.
Według danych na rok 2004 gminę zamieszkiwały 584 osoby, 30,7 os./km².